# أندريه السناطي
أندريه السناطي (من مواليد 6 يناير 2000) هو لاعب كرة قدم محترف يلعب لنادي دهوك العراقي الذي ينافس فيالدوري نجوم العراق، ولد في السويد ويمثل العراق دوليا.

## النشأة
ولد ونشأ في السويد لأبوين عراقيين.

## مهنة دولية
ظهر لأول مرة مع منتخب السويد لكرة القدم تحت 17 عامًا في سن الخامسة عشرة وشارك في سبع مباريات وسجل هدفًا واحدًا.
دُعي أندريه لأول مرة إلى معسكر تدريبي في أنطاليا في يناير 2022 للعب مع منتخب العراق تحت 23. وبدأ منذ ذلك الحين إجراءات الحصول على جواز سفر عراقي وتمثيل العراق دوليا. عندما كان في بغداد لاستكمال أوراقه في مارس 2023، كان المنتخب الوطني يجري معسكرًا تدريبيًا في بغداد، لذا دعا المدير الفني خيسوس كاساس اللاعب للتدرب مع الفريق. في 20 مايو 2023، أعلن عن أن الفيفا أكملت نقل الأوراق الخاصة باللاعب لجعله مؤهلاً رسميًا لتمثيل العراق، واستدعي إلى المعسكر التدريبي في إسبانيا للعب ضد كولومبيا في يونيو 2023.